# Челач
Чела́ч (рос. Челач) — річка в Республіці Комі, Росія, ліва притока річки Ілич, правої притоки річки Печора. Протікає територією Троїцько-Печорського району.
Річка протікає на північний захід, північ, північний захід, захід, північ, північний схід, північ, північний захід та захід.
Притоки:
- праві — Лекьоль, Иджидйоль (Иджид'єль), Мойпикедайоль (Мойпикедаєль)
- ліві — Ічет-Кикйоль (Ічет-Кик'єль), Иджид-Кикйоль (Иджид-Ки'кєль), Дзодзегайоль